# لشکر ۵ نصر

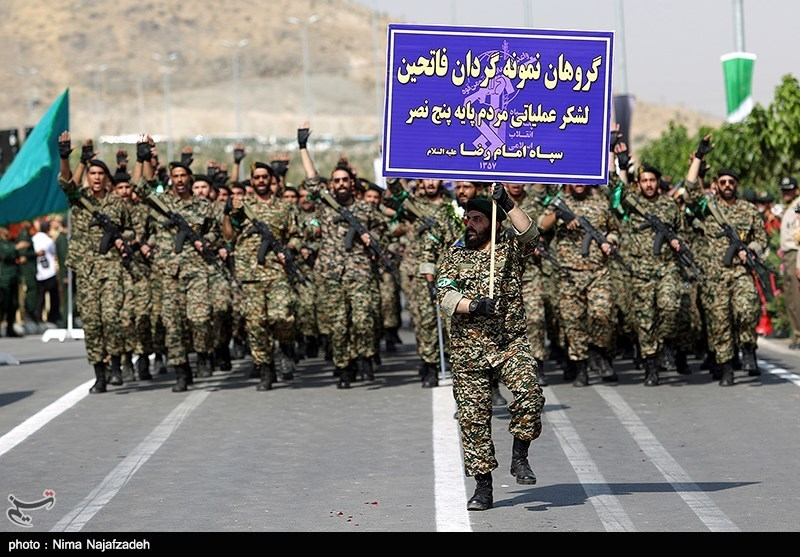
رژه نیروهای لشکر ۵ نصر به مناسبت سالگرد جنگ ایران و عراق، سال ۱۳۹۸ مشهد

لشکر عملیاتی ۵ نصر یا به اختصار لشکر ۵ نصر از لشکرهای نیروی زمینی سپاه پاسداران است، که ستاد فرماندهی آن در شهر مشهد مستقر می‌باشد. لشکر ۵ نصر نخستین یگانی بود، که از نیروهای استان خراسان، در خلال جنگ ایران و عراق و پیش از اجرای عملیات والفجر مقدماتی، سازماندهی شد. این لشکر از ترکیب ۳ تیپ بنام‌های؛ تیپ ۱۸ جواد الائمه به عنوان هسته مرکزی و به فرماندهی عباس شاملو؛ تیپ امام‌صادق به فرماندهی عبدالحسین برونسی و تیپ امام موسی‌کاظم به فرماندهی سعید ثامنی‌پور، در بهمن‌ماه ۱۳۶۱ تشکیل شد. هم‌اکنون سرهنگ پاسدار هادی نیازی فرماندهی لشکر ۵ نصر را برعهده دارد.

## تاریخچه

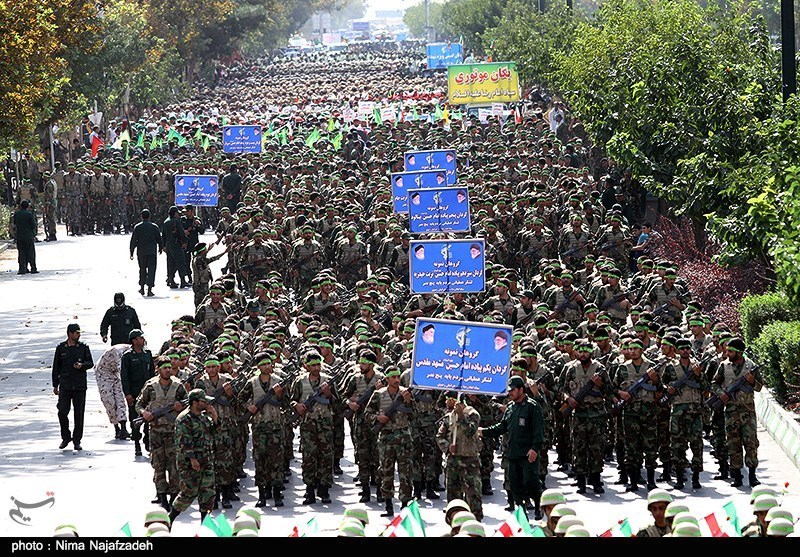
رژه گروهان‌های نمونه گردان‌های امام‌حسین لشکر ۵ نصر در سال ۱۳۹۳، مشهد

در راستای مباحث تشکیل قرارگاه‌های مشترک ارتش جمهوری اسلامی ایران با سپاه پاسداران انقلاب اسلامی با حجم سازمانی نسبتاً مساوی، ضرورت ساماندهی گردان‌های سپاه پاسداران به تیپ و قرارگاه‌های سپاه با حجم لشکری احساس و بدین منظور قرارگاه لشکر نصر تشکیل شد. طبق ابلاغیه به شماره ۴۴۹۳۱-۱۲۵-۵، مورخ ۲۱ اسفند ۱۳۶۰ ذکر شده‌است که لشکر ۵ نصر به عنوان قرارگاه لشکری آغاز به کار کند. فرمانده وقت منطقه ۴ خراسان، حجت‌الاسلام علوی به منظور پاسداشت زحمات حسن باقری، فرمانده قرارگاه لشکری ۵ نصر، همان نام را پذیرفت و پس از تغییر و تحول نیز آن نام را حفظ کرد. در همین جلسه وی حمزه حمیدی‌نیا که مسئول عملیات منطقه ۴ ثامن‌الائمه خراسان بود را به عنوان پیگیری کننده و اولین فرمانده لشکر ۵ نصر معرفی نمود.
نام‌گذاری لشکرهای نظامی و اختصاص شماره در جهان معمول است و در ارتش جمهوری اسلامی ایران نیز شماره برای لشکرها وجود داشت. آنگونه که در دوران جنگ ایران و عراق به تواتر رسیده بود، شماره عددی (۵) در یک هم‌اندیشی بین فرماندهان عالی جنگ همچون سید یحیی رحیم صفوی، محسن رضایی، حسن باقری و علی شمخانی، برای لشکرها تعیین نمودند. طبیعی است که ملاحظاتی مثل عدم هم‌نامی و تداخل با نام‌های سایر لشکرهای نظامی کشور را نیز مد نظر قرار داده بودند.

## جنگ ایران و عراق

### عملیات‌های آفندی
| نام عملیات           | منطقه عملیات                                                                                                   |
| والفجر مقدماتی       | منطقه عمومی چنانه، فکه - حد فاصل نهر شاخه تا یک کیلومتری جنوب پاسگاه دویرج                                     |
| والفجر ۱             | منطقه عمومی چنانه، فکه، حد فاصل از زبیدات، بجلیه، شرهانی، ارتفاعات حمارین تا شمال پاسگاه سمیده                 |
| والفجر ۳             | منطقه عمومی مهران از تنگه کنجانچم تا شهر مهران و ارتفاعات شمالی این دشت (زالوآب)                               |
| والفجر ۴             | در شمال استان سلیمانیه شهر پنجوین ارتفاعات مشرف به این شهر                                                     |
| خیبر                 | منطقه عمومی هورالعظیم حد فاصل طلائیه تا شرق دجله                                                               |
| عاشورا (میمک)        | میمک و فصایل و گرگنای و کوه گچی مشرف به دشت حلاله و تنگه‌های بینا و بیجار                                       |
| بدر                  | هورالهویزه، شرق العزیر و البیضه، در انتهای پد الحجرده (جاده خندق)                                              |
| قادر                 | از شمال هم‌مرز با خاک ترکیه شهر سیدکان و ارتفاعات کلاشین                                                        |
| والفجر ۸             | منطقه عمومی فاو از شمال به اروند از جنوب راس البیشه و غرب ام‌القصر از شرق به جزیره آبادان                       |
| دفع تک عراق به مهران | ارتفاعات شمالی مشرف به مهران                                                                                   |
| کربلای ۱             | منطقه عمومی شهر مهران و ارتفاعات قلاویزان در جنوب شهر                                                          |
| کربلای ۴             | منطقه شلمچه، از شرق نهر عرایض، از غرب شرق تنومه کانال زوجی، از شمال جزیره زیره بوبیان، از جنوب به اروند صغیر   |
| کربلای ۵             | منطقه شلمچه، از شرق نهر عرایض، از غرب شرق تنومه کانال زوجی، از شمال جزیره زیره بوبیان، از جنوب به اروند صغیر   |
| تکمیلی کربلای ۵      | تداوم عملیات در شرق بصره – به موازات جاده آسفالت تنومه – شلمچه خط ۱۰۰۰ تا خط ۱۵۰۰                              |
| کربلای ۱۰            | ارتفاعات گولان و گامو و سرلک مشرف به شهر ماووت در استان سلیمانیه در شمال عراق                                  |
| بیت‌المقدس ۲          | منطقه عمومی غرب شهر ماووت درشمال سلیمانیه شامل ارتفاعات دیولان در غرب دشت هرمدان، ارتفاع قمیش، الاغلو و دولبشک |
| بیت‌المقدس ۳          | منطقه عمومی غرب شهرماووت درشمال سلیمانیه شامل ارتفاعات گوجار به عنوان ارتفاع مسلط و بام منطقه                  |
| لبیک یا خمینی        | جاده خرمشهر به اهواز، ایستگاه حسینیه به سمت پاسگاه زید بر روی جاده المهدی                                      |

### عملیات‌های پدافندی
| منطقه عملیاتی پدافندی        | منطقه عمومی پدافندی                                        |
| والفجر مقدماتی               | منطقه عمومی چنانه، فکه، تا حد فاصل نهر شاخه و پاسگاه دویرج |
| والفجر ۱                     | شرهانی، شیار بجلیه تا نهر شاخه                             |
| والفجر ۳                     | ارتفاعات شمالی شهر مهران زالوآب و تنگه کنجانچم             |
| بدر                          | هورالهویزه – جاده شط‌علی پاسگاه‌های داخل هور                 |
| صالح‌آباد                     | صالح‌آباد ارتفاعات مرزی                                     |
| والفجر ۸ (منطقه قصر)         | جزیره آبادان (از نهر غدیر تا نهر محسنین)                   |
| والفجر ۸ (جاده ام‌القصر)      | جزیره مجنون                                                |
| پاتک آزادسازی ارتفاعات مهران | استقرار در ارتفاعات شمالی شهر مهران تپهS در زالوآب         |
| کربلای ۴                     | استقرار در جاده شلمچه (جاده شهید صبوری و جاده شیشه)        |
| کربلای ۱                     | منطقه عمومی مهران – ارتفاعات قلاویزان                      |
| خیبر (جزیره مجنون)           | هورالهویزه جزیره جنوبی ضلع شرقی                            |
| ماووت (گرده‌رش)               | ماووت عراق                                                 |
| ماووت (پای اولاغلو)          | ماووت عراق                                                 |
| ماووت (گوجار)                | ماووت عراق                                                 |
| والفجر ۱۰                    | حلبچه – جاده سید صادق                                      |
| لبیک یا خمینی                | عملیات رمضان (پاسگاه زید و ایستگاه حسینیه)                 |